# أزرو
أزرو (بالأمازيغية ⴰⵥⵔⵓ) مدينة جبلية مغربية تبعد عن جنوب مدينة فاس ب 89 كم وب68 كم عن مدينة مكناس، هي إحدى جماعات إقليم إيفران ذات الطابع الحضري، في جهة فاس مكناس، بلغ عدد سكان مدينة أزرو حسب الإحصاء العام للسكن والسكنى لسنة 2024 حوالي 57,657 نسمة

## التسمية

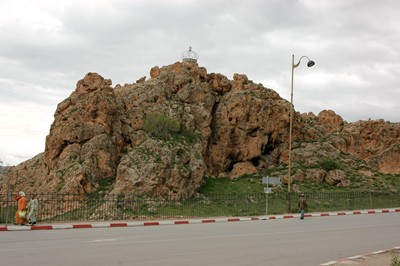
منظر من مدينة أزرو، من هذه الصخرة اشتق اسم المدينة

يعــود أصـل تسميـة المدينـة ومحـيطهـا إلى كلمـة ” أزرو ” (تكـتـب بهمزة قطع فوق الألف)، التي تعني الصخرة باللغة الأمازيغية، وأُخذ هذا الإسم لوجود صخرة كبيرة فيها. و” آزرو ” (بهـمزة مد) كلمة أمازيغيـة وتعـنـي ”الحجـر“، وقـد يكون أصلهـا (آصـرو) حسب إفادات ومصادر أخرى. عرفت هذه المدينة تزايدا كبيرا من حيث العمران في المرحلة الأخيرة وبلغ عدد سكان المدينة 54.289 نسمة حسب إحصاء 2014،شهدت المـدينـة في السنوات الأخيرة نُـمُـوّا ديـموغرافيـا واتـساعـا عمرانيـا أهلهـا لتلعـب دورا مهـما في المنطقـة اقتصاديـا وثـقافـيـا.

## الموقع

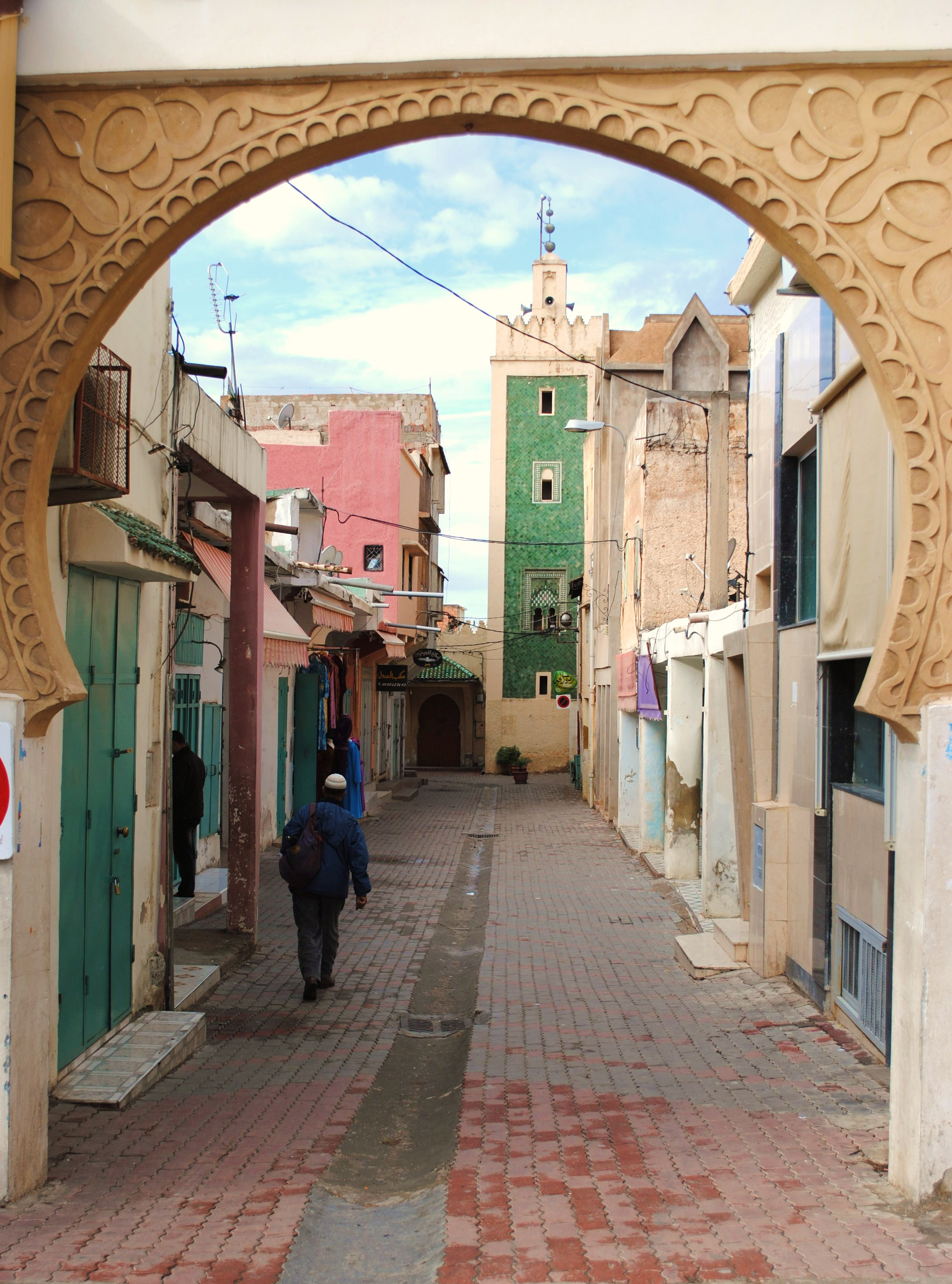
مسجد مولاي الحسن بمدينة أزرو

يحتـل موقـع أزرو الجغرافـي المتميـز مكانـة هـامـة واستراتيجيـة وسـط جـبـال الأطلس المـتوسـط. حيث يعتبر نقطة تجمع مجموعة من الطرق، وبذلـك أصبـح يشكـل نقطـة استقبـال واستراحـة، انطـلاقـا من فـاس على (الطريق رقم 8) في اتجـاه خنيفـرة مراكـش. وانطلاقـا من مكنـاس على (الطريق رقم 13) في اتجاه ميـدلـت الرشيـديـة. وهي نفسها الطـرق التجارية للقوافـل القديمة ما بيـن المـدن الأطلسيـة الحديثـة، ومـدن الواحـات الصحراويـة في عمـق الجنوب المغربي.
المسافـات ما بين مدينـة أزرو والمـدن المجاورة: إفــران: 18 كلم - إيمـوزار كندر: 40 كلم - فــاس 86 كلم - مكناس: 70كلم - الحاجب: 36 كلم - صفـرو: 76 كلم - بولمان: 70 كلم - إيــدزر: 65 كلم - خنيفرة: 80 كلم
فـي التقسيـم الجهـوي الجديـد لسنة 2015 أصبحت أزرو تنتمـي إلى الجهـة رقم 3 (فــاس مكنــاس) ضمـن إقليـم إفــران.

## التاريخ

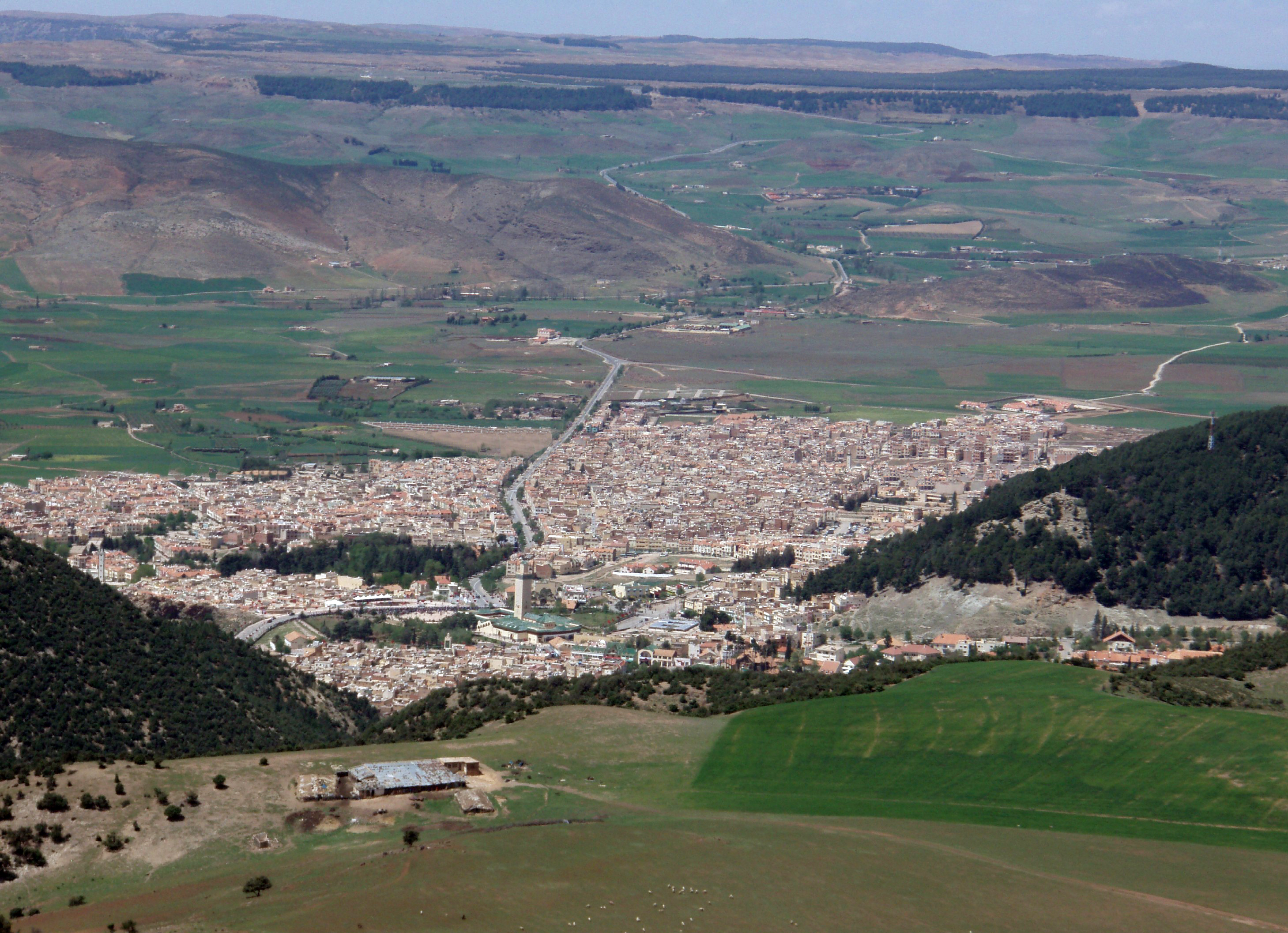
مدينة أزرو

أول ذكر لمدينة أزرو في التاريخ جاء في رسالة أرسلها فيرناو تافيرا إلى ملك البرتغال مانويل الأول. معظم المصادر التاريخية تشير إلى أن تأسيس مدينة أزرو يرجع إلى عهد السلطان إسماعيل بن الشريف حوالي سنة 1095هـ/1684م، وتمت إعادة اعمار المدينة خلال عهد السلطان الحسن الأوّل سنة 1305هـ/1888م.

### الدولة المرينية
السلطـان يعقـوب بن عبـد الحـق ثـانـي مـلـوك بنـي مـريـن.. حكـم مـا بيـن: 656-685 هـ (1259- 1286م) هـو أول حـاكـم مغربـي جـاء ذكـره في تـاريـخ ابـن خلـدون في الجـزء السـابـع كـأول سلطـان نـزل بـ ” جـبـل أزرو” بـعـسـاكـره متعقبـا أحـد المنشقـيـن الخارجيـن عـن الطـاعة والجمـاعـة. وفـي ذلـك يفيـد المـؤرخ عبـد الرحمـن ابـن خلدون فـي أحداث سنـة 674هـ – 1276م؛ أن السلطـان يعقـوب بن عبد الحـق أمر ببنـاء البلـد الجـديد بـفـاس، والقصبة بمكنـاس.. ” وكـان لحـيـن إجـازتـه البـحـر قـافـلا مـن غـزاتـه؛ لحـق طـلـحـة بـن مـحـلـي بـجـبـل أزرو نـازعـا إلـى زنـاتـة مـن صـنـهـاجـة، (أسـرع) إليـه السلطـان بعساكــره وأنـاخ عليـه”. وبهـذا يكـون ابـن خلدـون كـذلـك أول مـؤرخ يـذكـر اسـم “أزرو” فـي تاريـخـه. الـذي كتبـه نـهـايـة القـرن الثـامـن الهجـري الرابـع عشـر الميـلادي.وهـذه التحركات التـي قـام بـها السلطـان المـرينـي يعقـوب بن عبد الحـق هي ذاتـهـا التـي جـاءت عـنـد المؤرخ أحـمـد النـاصـري فـي أحـداث سنـة 674 هـ – 1276 م.  لـكـن ذكـره للـجـبـل كـان بـإسـم ” آصـرو ” عـوض “آزرو” وهـذا الملـك يعقـوب بـن عبـد الحـق هـو الـذي مَـرَّ فـي طـريقـه بمنطقـة أزرو فـي اتجـاه مدينـة سجلماسـة التـي حـاصرهـا سنـة 672هـ (1273م) حسـب مـا أفـاد بـه ابـن خلـدون فـي تاريخـه الجزء السادس كذلـك. حيـث قـال: ” ونصب على سجلمـاسـة هـنـدام النفط القـاذف بحـصـى الحـديـد يبعـث مـن خـزانـة أمـام النـار المـوقـدة فـي البـارود بطبيعـة غريبـة تـرد الأفـعـال إلـى بـارئـهـا”.

### الدولة العلوية

#### المولى الرشيد
كـان جبـل آزرو أو (آصـرو) المحطـة الأولـى لانطـلاق المـولـى الـرشـيـد نـحـو تأسيـس الـدولـة العلويـة فـي الـمـغـرب، ذلـك أنـه عـنـدمـا تـوفي والـده المولى علـي الشريـف الذي كان رئيسـا لبـلاد سجلمـاسـة، قـع الإجمـاع عليـه وبويـع هـنـاك سنـة:1041هـ /1632م. خـرج الـرشيـد إثـر ذلـك مـن سجلمـاسـة وتـوجـه إلى جبـل آزرو أو آصـرو، وأقـام هـنـاك مـدة ثـم تـوجـه إلـى فـاس، ولـما وصل إلى مـدينـة تــازة تـمـكـن مـن الـمُـلـك فـوحَّـد المـغرب الـذي كـان مـوزعا إلـى عـدة جـهـات.

#### المولى إسـمـاعـيـل
لمـا خـلـفـه أخــوه المولى إسـمـاعـيـل سنـة 1082هـ / 1672م. قـصـد منطقـة آزرو سنـة 1095هـ / 1684م ونـزل بعـيـن هـنـاك كمـا جـاء فـي كتـاب الإستيقصـا لأخبـار دول المـغـرب الأقصـى.. حيـث قـال صـاحبـه (ص66.ج7) “ونـزل المـولى إسمـاعيـل بـ عين آصـرو فأمـر ببـنـاء قلعـة هـنـاك بسـفـح الجـبـل”. يُـعـد هـذا البنـاء الـذي انـتشـرت بجـانبـه البيـوت؛ هـو الـنـواة الأولـى لـتـأسيـس مدينـة أزرو، وبـه يُـعـد المـولى إسماعيـل هـو المـؤسـس الفـعـلي لحاضـرة أزرو.

#### المـولى سليمـان
كمـا أن المـولى سليمـان فـي بدايـة القـرن الثـالث عشـر الهجـري التاسع عشـر الميـلادي وبالضبـط في سنـة 1226هـ /1812م. قـد وصـل إلى المكـان المعـروف بـ ” آصـرو” حسـب مـا أفـاد بـه النـاصري في الجزء الثامن من تـاريـخه. ثم إن المـؤرخ أبـا القـاسـم الـزيـانـي فـي كتـابـه “الترجمـانة الكبرى في أخبار المعمور بــرا وبحـرا"، أن السلطـان المولى سليمـان قـد قـام في حملتـه لسنـة 1234هـ/1819م، بتهـدئـة الأوضـاع وإحـلال الأمـن بيـن قبائـل جبـل ” فــازاز” والـذي هـو جبال “الأطلـس المتوسـط” كـما ذكـرنـا والتـي تتوسطهـا الآن مدينـة آزرو.. فقـد حدث أن كـانت قبيلة آيت أمـالو تغـيـر (في رحلـة الشتـاء والصيـف) عـلى قبـائـل بني مطيـر وآيت دراسـن وكـروان وزمـور ويمـور وحكـم، وتطردهـم مـن بـلادهـم، وقـد استنجـدت هـذه القبـائـل بالملـك المولى سليمـان، فحمـاهـا وأراح النـاس مـن الفتـن والتظلـم.

#### السلطـان الحسـن الأول
على عهـد السلطـان الحسـن الأول، الذي حكـم مـا بين 1290 و 1311هـ (1873و1894م).. ظهـرت قبيلـة بني مكيلد كـقـوة حربيـة وسياسيـة في المنطقـة، مـرة تغيـر وأخـرى تسالـم إلى جـانب جيرانهـا. وقـد ناصـرت السلطـان سنة 1296هـ /1879م. واجتمـع كبارهـا بـه في رمضان 1305هـ / (يونيو 1888م) في المكان المعروف ب: “تيـزي مولاي الحسـن” حيث أعطى أوامـره بتشييـد الكثير مـن المنازل إلى جـانب مـا بنـاه وأسسـه المولى إسماعيـل كمـا سبـق ذكـره. كذلـك بنـى المولى الحسن الأول مسجـده وسـط أزرو الذي لا يزال إلى اليوم كمعلمـة من معـالـم مدينـة أزرو يحمـل اسـم: “مسجد الحسن الأول. كمـا زارهـا في الحقبـة الأخيـرة عـدة مـرات كل من الملك محمد الخامـس والملك الحسن الثانـي والملك محمـد السـادس.. ودشنـوا بها عـدة مرافـق ومنشـآت هـامة.

### الاستعمار الفرنسي
عندما احتـل المستعـمـر المدينـة القديمة لأزرو تـركهـا على حالـهـا لأهلهـا تتـطـوَّر ذاتيـا محافظـة على قـيـمتهـا الثقافية، وعـلى أصالتهـا وعـاداتهـا. وشيّـد بجانبها مديـنة جـديـدة ابتـداء مـن نهـاية العشرينـات مـن القـرن الماضي، مدينة امتـدّت شرقـا وغـربـا في بناء عصري يشمـل عــددا من الفيـلات السكنيـة، والمكـاتـب الإداريـة والمـصـالح العمومية والمؤسسات التربوية التعليميـة. بعد الاستعمار وإلى اليوم، عرفت مدينة أزرو توسعا عمرانيا كبيرا، وظهرت مجموعة من الأحياء الجديدة. وقد اختارت إدارة المستعمـر الفرنسـي منطقـة أزرو، لأهميتهـا الإستراتيجيـة، نموذجـاً متقدمـاً لتعميـم مدارس الحمايـة الفرنسيـة، وكـان أشهرهـا المدرسـة أو الكوليـج (ثانوية طارق بن زياد)، بمدينة أزرو. كان هـدف المستعمـر من ذلـك خلق التمييـز بين المغاربـة وتشتيـت وحدتهـم
لذلك كان بعض تلاميذ هذه المدرسة والوطنييـن المناهضيـن للاستعمار يجتمعـون بزعماء الوطنيـة وبالسلطـان محمد بن يوسف لإنقـاذ ما يمكن إنقـاذه بالتفكيـر في إيجـاد بدائـل للتعليـم الفرنسـي بإحداث المدارس المغربيـة الحـرة، وهكـذا زار الملك محمد الخامس مدينة أزرو في شهـر أكتوبـر1947 ودشن بهـا مدرسة حرة أطلـق عليهـا اسم: أميـرالأطلـس. إلى جانب الثانوية التأهيلية طارق بن زياد، ومدارس أخـرى. وقد قامت الدولى الغربية بمغربة هذه الثانوية ولا زالت تؤدي دورها التعليمي التربوي إلى اليوم.

## السكان

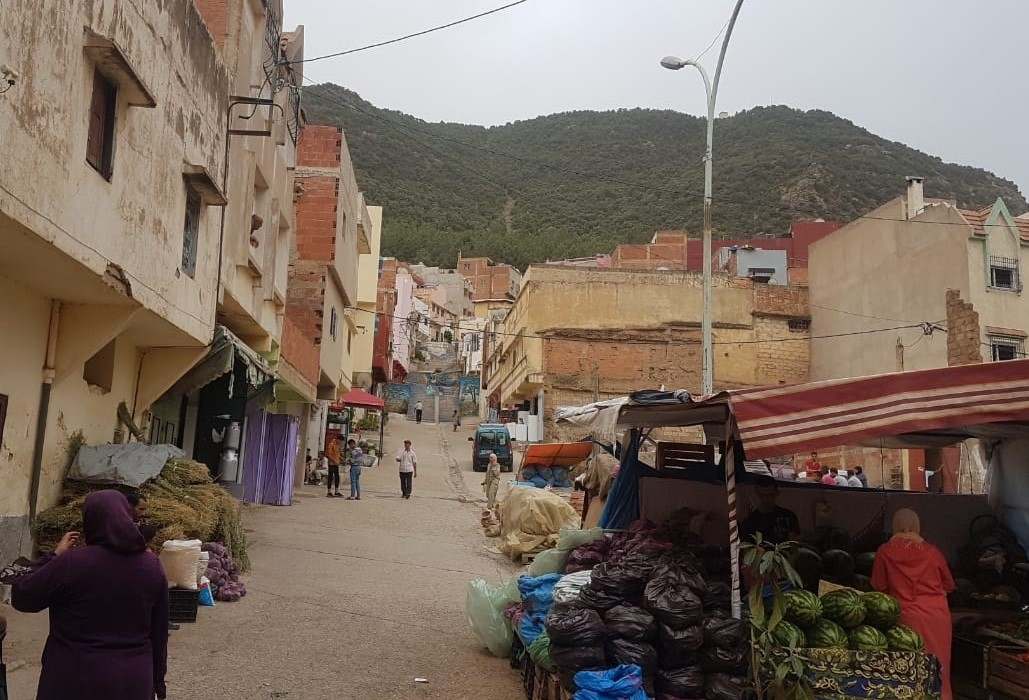
حي القشلة بمدينة أزرو

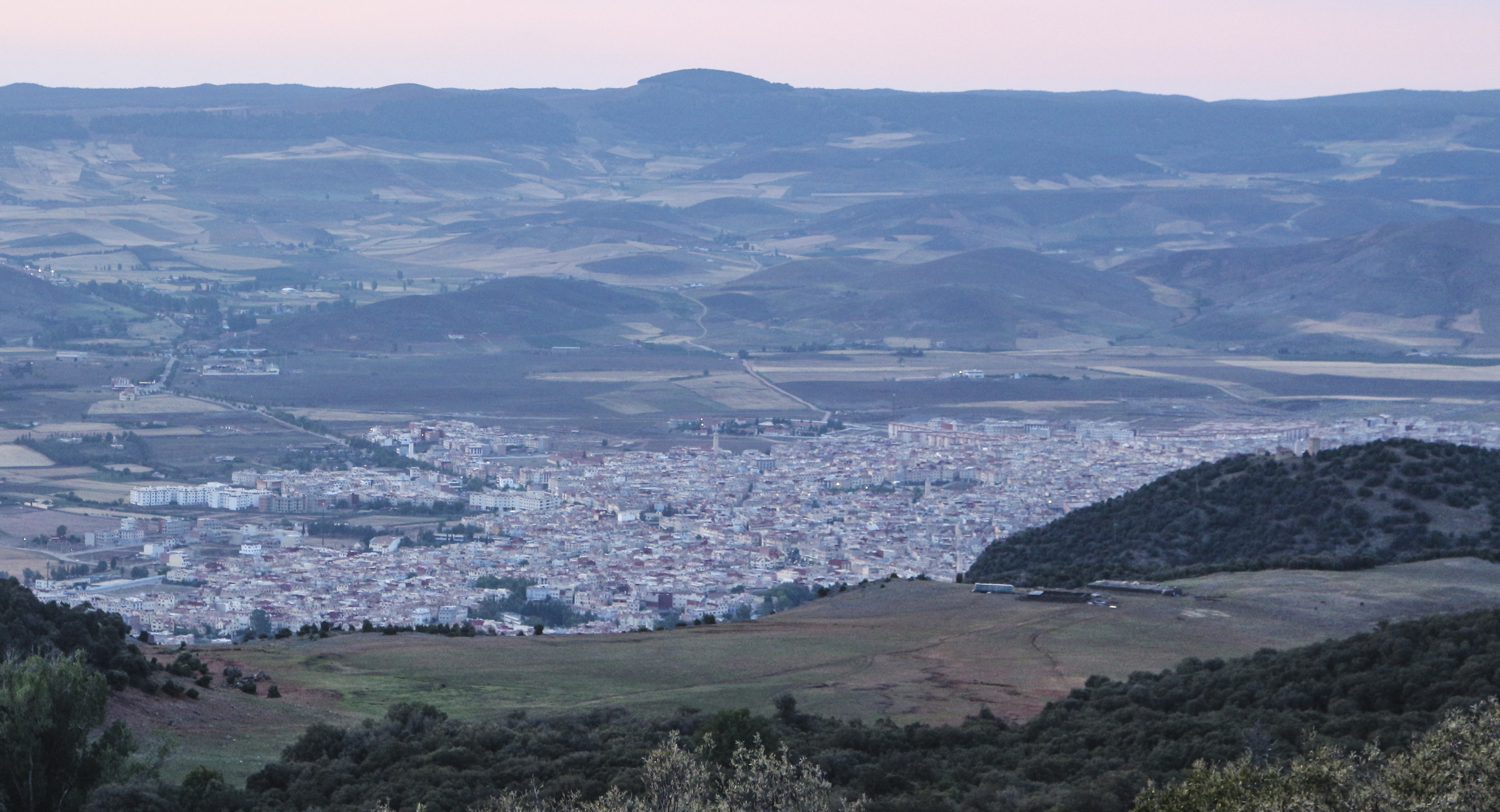
مدينة أزرو من الأعلى

منطقـة أزرو تنتمي لمـجـال قبيلة ” بني مكيلـد ”. هـذه القبيلة التي يرجـع انتسابهـا إلى الولي الصالـح سيدي مكيلـد الفيلالـي القـادم مـن تافيلالـت، المدفون بجبـل سيـدي مكيلـد. كـان البـدو في هـذه المنطقــة عبر التاريخ يرتحلون بهدف الرعي رحلتيـن في السنـة نحو السهـول خلال فصل الشتـاء، وإلـى الجبـال فـي فصـل الصيـف، وهـو مـا يعرف ب (أزغـار وألـمـو). بعـد استقـرار البعض من هـؤلاء الــرحـل، وهـم مـن قبائــل مختلفـة، تطور البنـاء من الخيمة إلـى البيـت إلى العمـارة.

## الـتنمية
موقع مدينة أزرو وتاريـخها وجغرافيتها، جعلوا كنها منطقة مرشحـة للتنميـة الاجتمـاعيـة في منطقـة الأطلـس المتوسـط.
مركـز أزرو للخـدمـات الاجتماعية المحليـة التـابـع لجـامعـة الأخويـن: من أجـل انفتاح جامعة الأخوين على محيطها، أُحـدث في مجـال التربيـة والتكـويـن مركـزا وسـط مدينـة أزرو، يحمـل اسـم: ” مركز أزرو للخدمات الإجتماعية المحلية التابع لجامعة الأخوين”. هـذا المـركز الـذي فتـح أبـوابه سنـة 2002، يقـدم تكـوينات لمختلـف شـرائـح المجتمـع بالمنطقـة في إطـار المسؤوليـة الاجتماعية لجـامعـة الأخـويـن. والهـدف السامـي من ذلك يتجلى في منـح خدمـات في مجـال التربيـة والتكـويـن والصحـة لفـائـدة الفئـات المستهـدفـة المكـونـة من نسـاء ورجـال وشـابات وشـباب البـاحثيـن عن شغـل من أجـل إدماجهـم في الحياة المهنيـة مساهمـة في التنمية الاقتصادية والاجتماعية.

## السياحة
توجد بمدينـة أزرو ونواحيها مجموعة من المعالم الطبيعية مثل صخـرة آزرو (أقشميـر)، شجــرة الأرز الشهيرة (أرزڭورو)، كما تعرف بقردة النسناس البربري، توجد العديد من المباني التاريخية مثل مركـز أزرو للخدمات الاجتماعية المحليـة التابـع لجامعـة الأخويـن وثانويــة أزرو: طـارق بن زيـاد. تتميز أزرو بالقرميـد الأخضـر وهـنـدسـتـه الهرميـة علـى الأسطح. كما تعرف بأحـواض تربيـة سمـك الترويت، ومسجد النور الذي يشغل مساحة كبيرة وسط المدينة، ومسجد الحسن الأول التاريخي، وغيرها
الأرز الأطلسي: تعرف منطقة أزرو بأشجار الأرز، التي تعتبر موئلا حيويا لقردة النسناس البربري، شجـر دائـم الخضـرة يتكاثـف بالغـابـة المسمـاة (مودمان) منطقـة (أوكمـاس). حيث يتحـول المكـان يوميـا صيفا وشتاء إلى مـزار سياحـي على تراب المنتزه الوطني لإفران، وتتوفر هذه الغابة على شجـرة أرز مُـعـمِّـرةسميت على اسـم مكتشفهـا “الجينيرال الفرنسي كـورو”. هذه الغابة المشرفة على مدينة أزرو، غنية بالحياة البرية، حيث نجد السنجـاب والثعالـب والخنزير البري ومختلف أنوع الطيور.
الثلوج: تشهد مدينة أزرو خلال فصل الشتاء تساقطات ثلجية مهمة، تنعـش محطـات التزلـج المجاورة للمدينة. ثلوج تغذي العديد من منابـع الميـاه العـذبة بالمنطقة، أيضا بعض الضايات، كما تتوفر غابة أزرو على بنية تحتية سياحية ملائمة لاستقبال الزوار.
المعالم العمرانية: تشتهر مدينة أزرو بقرميدها الأخضر على أسطح البنايات، تتوسطها ساحة محمد الخامس التابعة لمسجد النور، المعلمة الأكبر في المدينة، من باقي مؤسسات المدينة نجد، مجمـع الصناعـة التقليديـة، المركب الرياضـي، الخزانة البلدية، دارالطالبة، مركـز أزرو للخدمـات الاجتماعية المحليـة التابـع لجامعـة الأخوين، ثانوية محمد الخامس بعين أغبالـو، ثم دار الحوت (بوسلمان) التي تنفرد بها أزرو في المغـرب والمتخصصـة في تربيـة الأسمـاك وعلى الخصوص لترويـت التروتـة الأفضـل في إفريقيـا. توجد أيضا السويقة وهي قيسارية أزرو التجـارية القديمة التي أصبحت تخضع للتجديـد في البضاعـة والبناء، من بين أكبر المعالم المعمارية بمدينة أزرو ومنطقة الأطلس المتوسط، الثانوي التأهيلية طارق ابن زياد التاريخية.
أحياء المدينة: من أهم أحياء المدينة هناك طيط حسن، الحي القديم، القشلة، بوسلهـام، تيزي مولاي الحسن، أمحعوف، الزيـد، سيدي عسو، بويقور، عقبة الزبيب، الرتاحة والحي الصناعي، القشلة، صباب، شرمو، الأرز، لبام، الحي الصانعي القديم، وغيرها.
التجهيزات الثقـافيـة والرياضيـة: دارالشبـاب والخزانـة البلديـة والمركـب الإجتماعـي التربـوي الريـاضـي ومراكــز الإصطيـاف والمسبـح الحديـث الذي تسيـره إحدى الجمعيـات وفـق شراكـة مع وزارة الشبـاب والرياضة.. ثم دار الثقـافـة أو المركـب الثقافـي الذي شُـيِّـد حديثـا وسـط المدينـة. فعاليـات المهرجـان السينمائـي للفيلـم القصيـر، مهرجـان “إكـتـــل” السنـوي. في مجـال الشـعر أصبحـت مدينـة أزرو تشهـد كـل سنـة “مهرجـان الصخـرة الوطنـي للشعـر” ، تشـارك فيـه نخبـة مغربيـة من الشعراء في مختلـف الإبداعـات الشعريـة: العربيـة، الحسانيـة، الأمازيغيـة، الزجليـة والملحونيـة. ويوجد بمدينة أزرو متحف بمواصفات عالية، وفضاء للذاكرة التاريخية للمقاومة والتحرير أمير الأطلس.

## اتفاقيات التوأمة
- اتفاقية توأمة مع مدينة بلوا الفرنسية سنة 2011
- اتفاقية توأمة مع مدينة ميل الفرنسية ومدينة سنة 1996،
- اتفاقية توأمة بين ثانوية طارق بن زياد بأزرو، وثانوية جوزيف ديسفونتينز بمدينة ميل الفرنسية[10]

## أعلام
- عبد الحق سرحان، كاتب ولد بصفرو وقضى طفولته بأزرو.

## معرض الصور

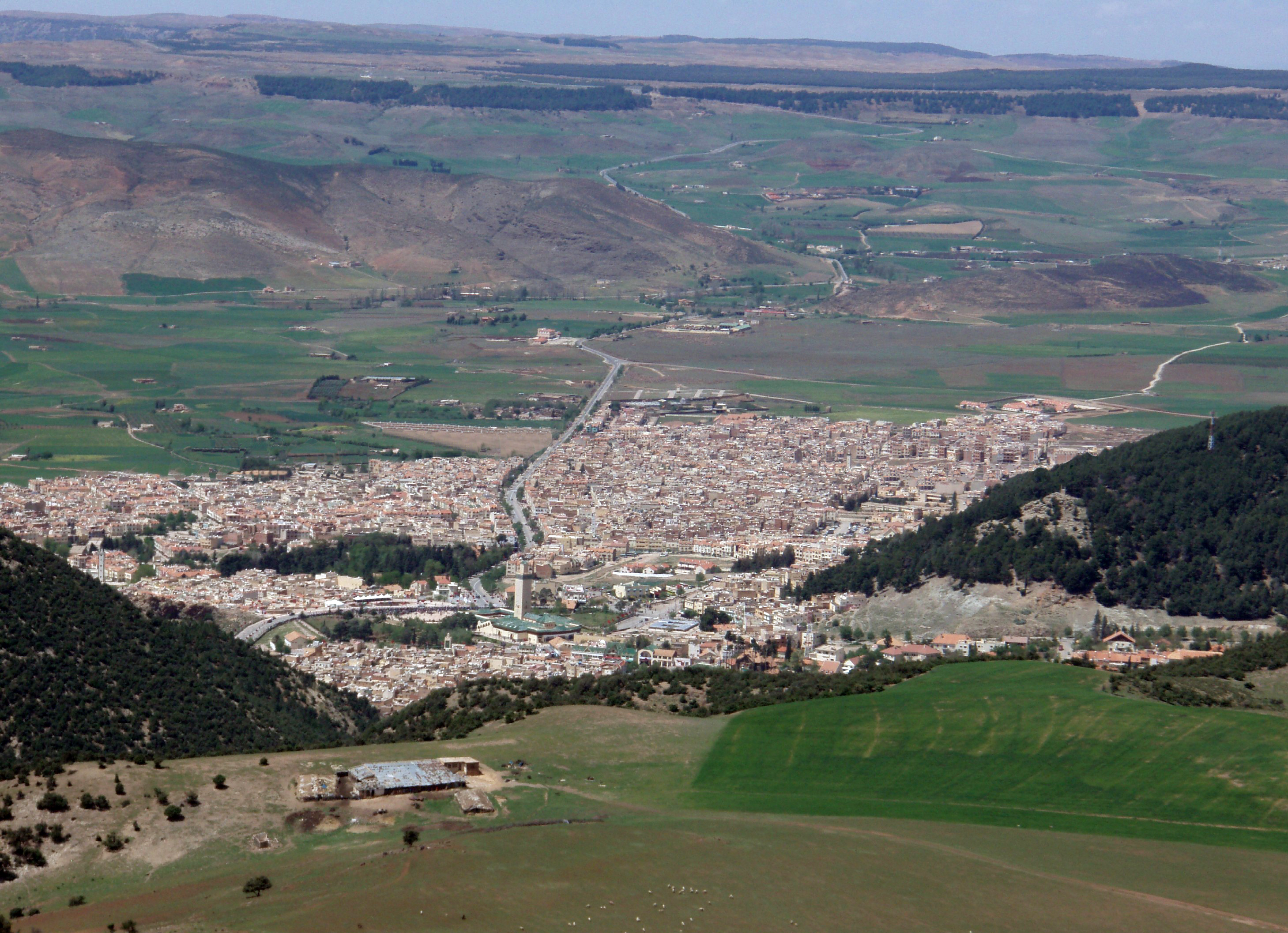
مدينة أزرو من الأعلى
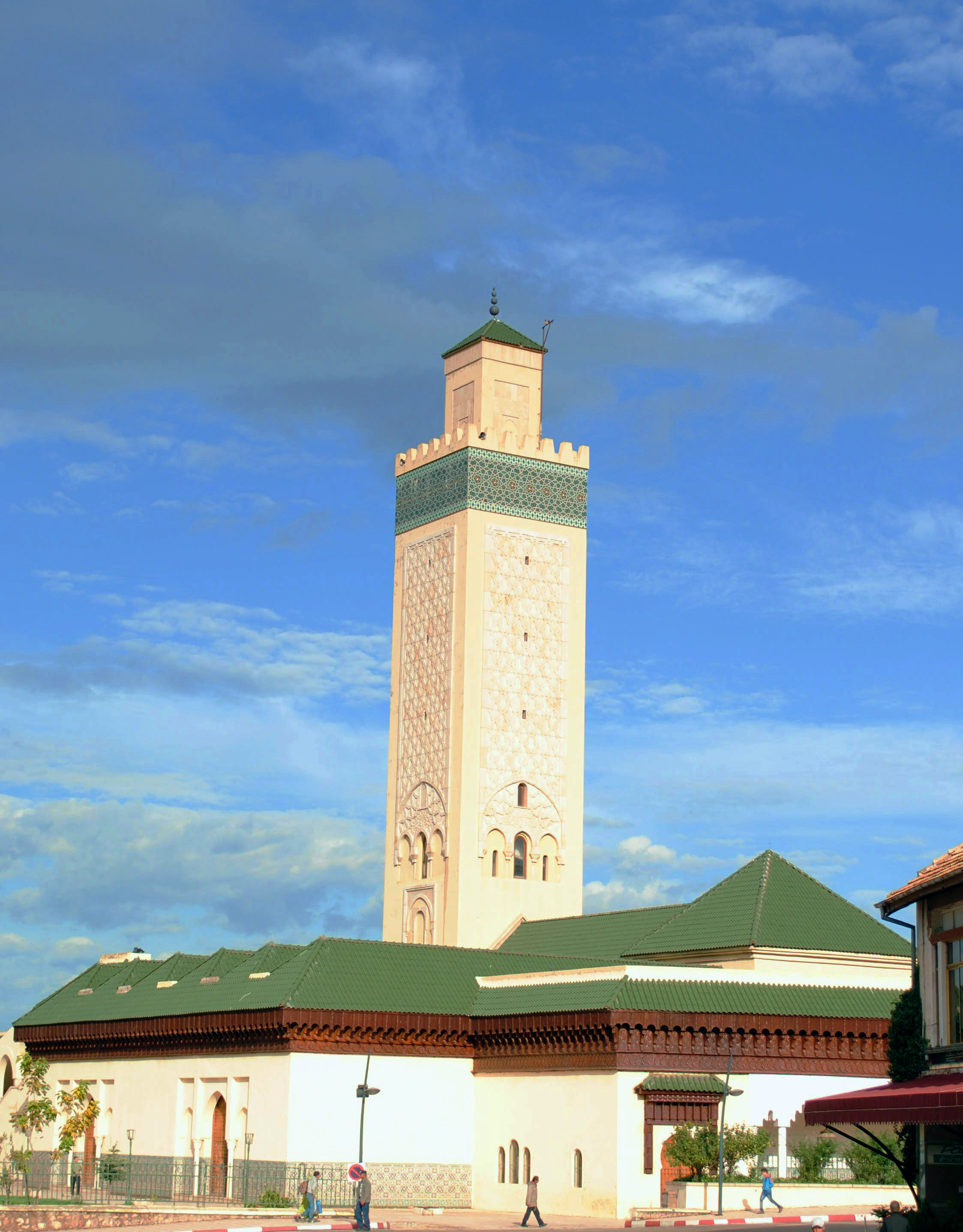
مسجد النور بمدينة أزرو
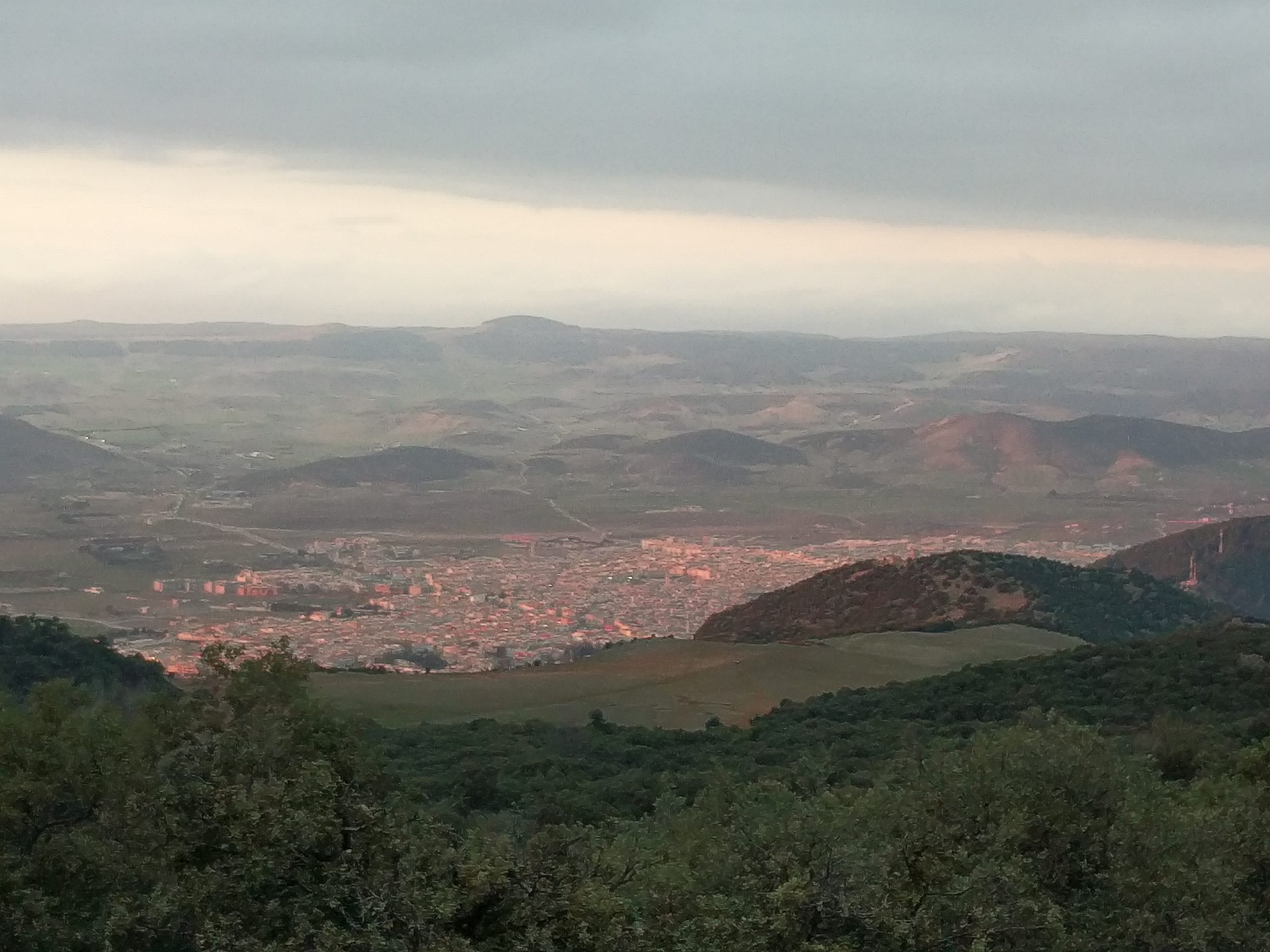
أزرو خلال فترة الغروب
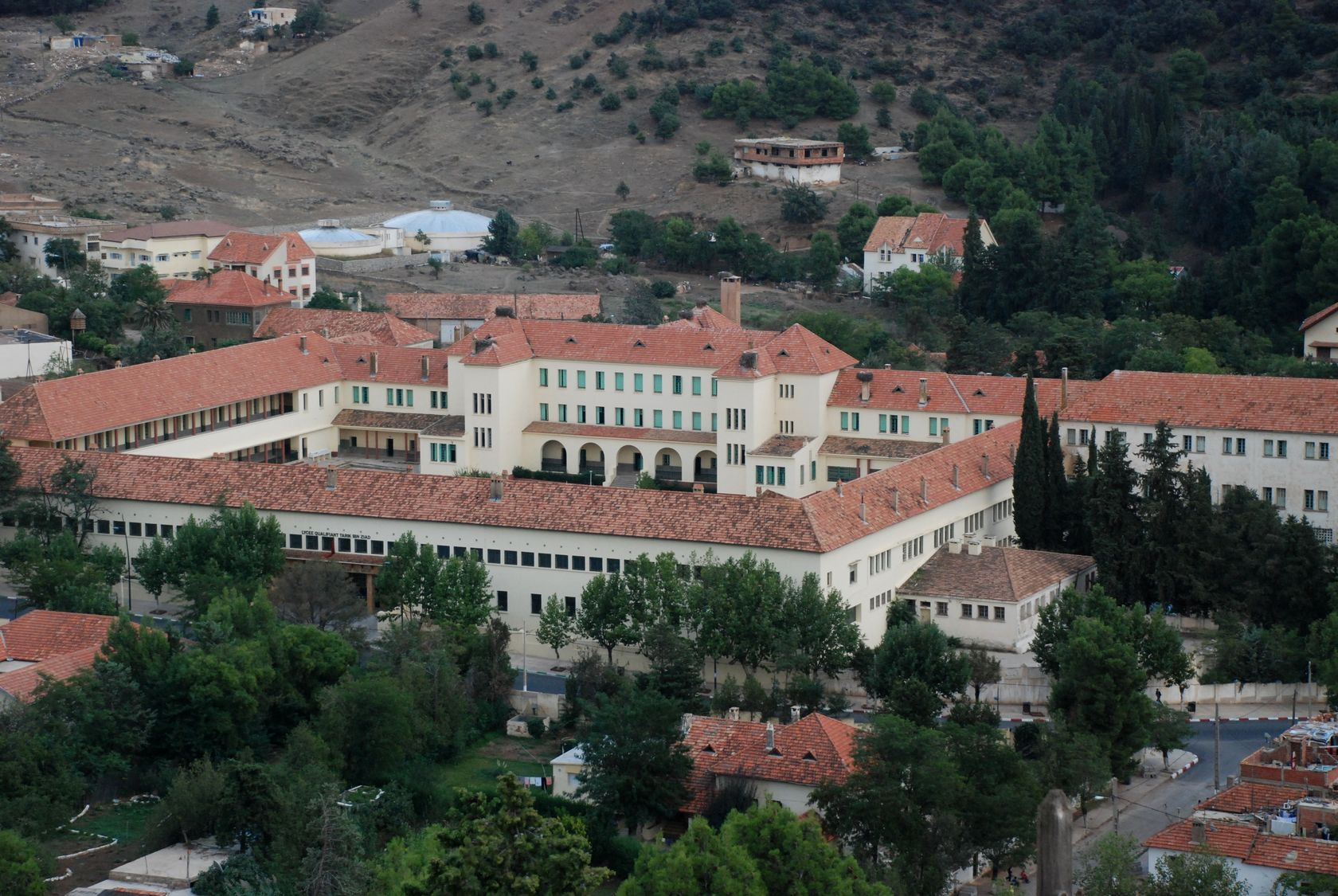
ثانوية طارق ابن زياد
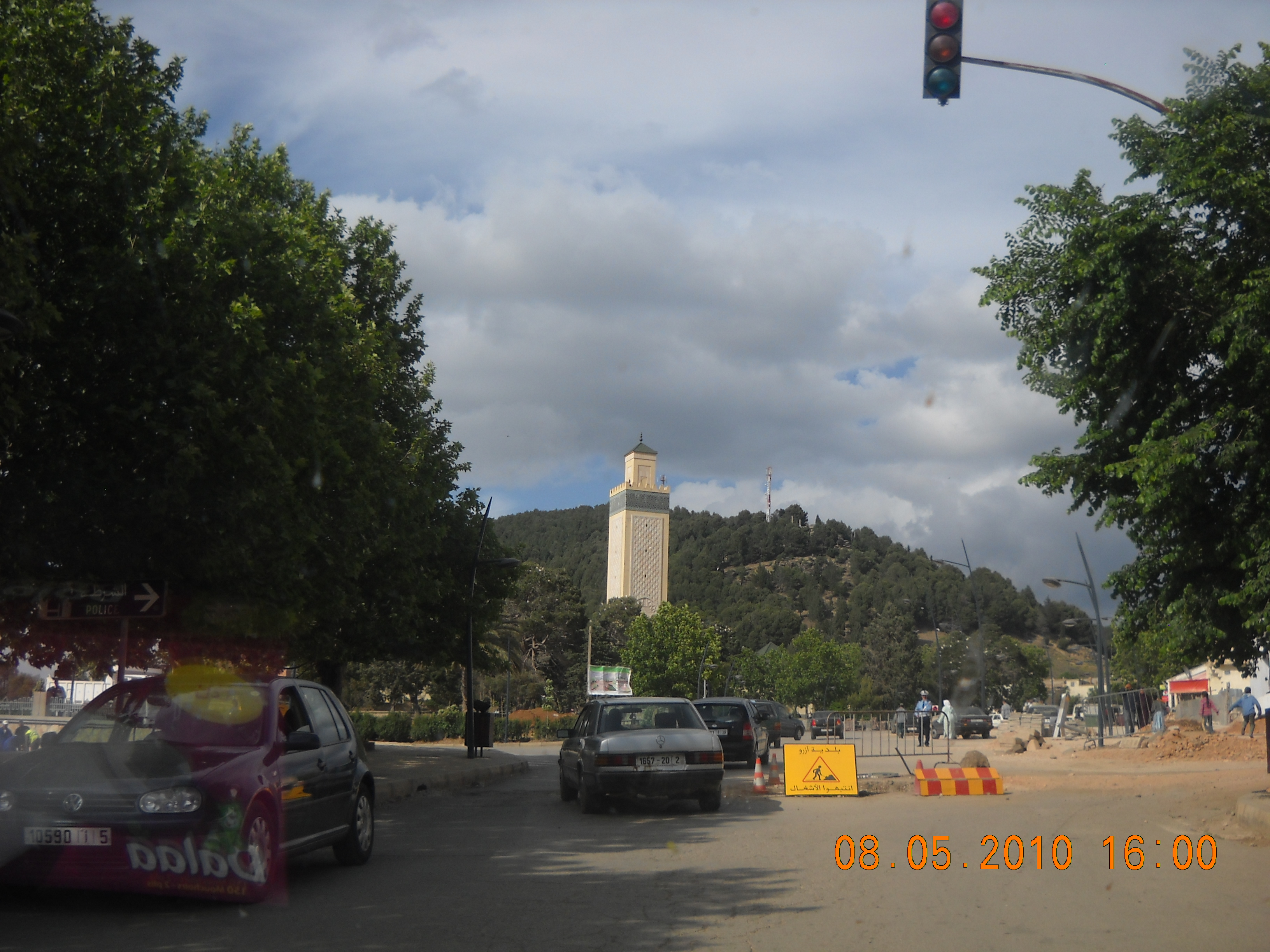
أزرو، وسط المدينة
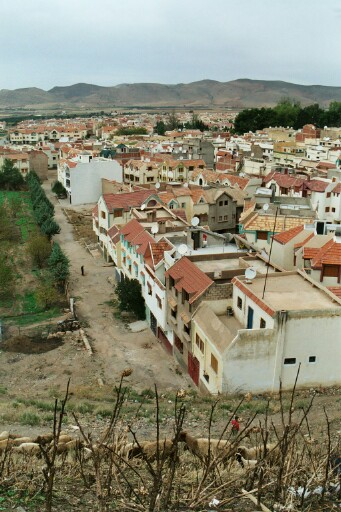
حي أحداف، بمدينة أزرو
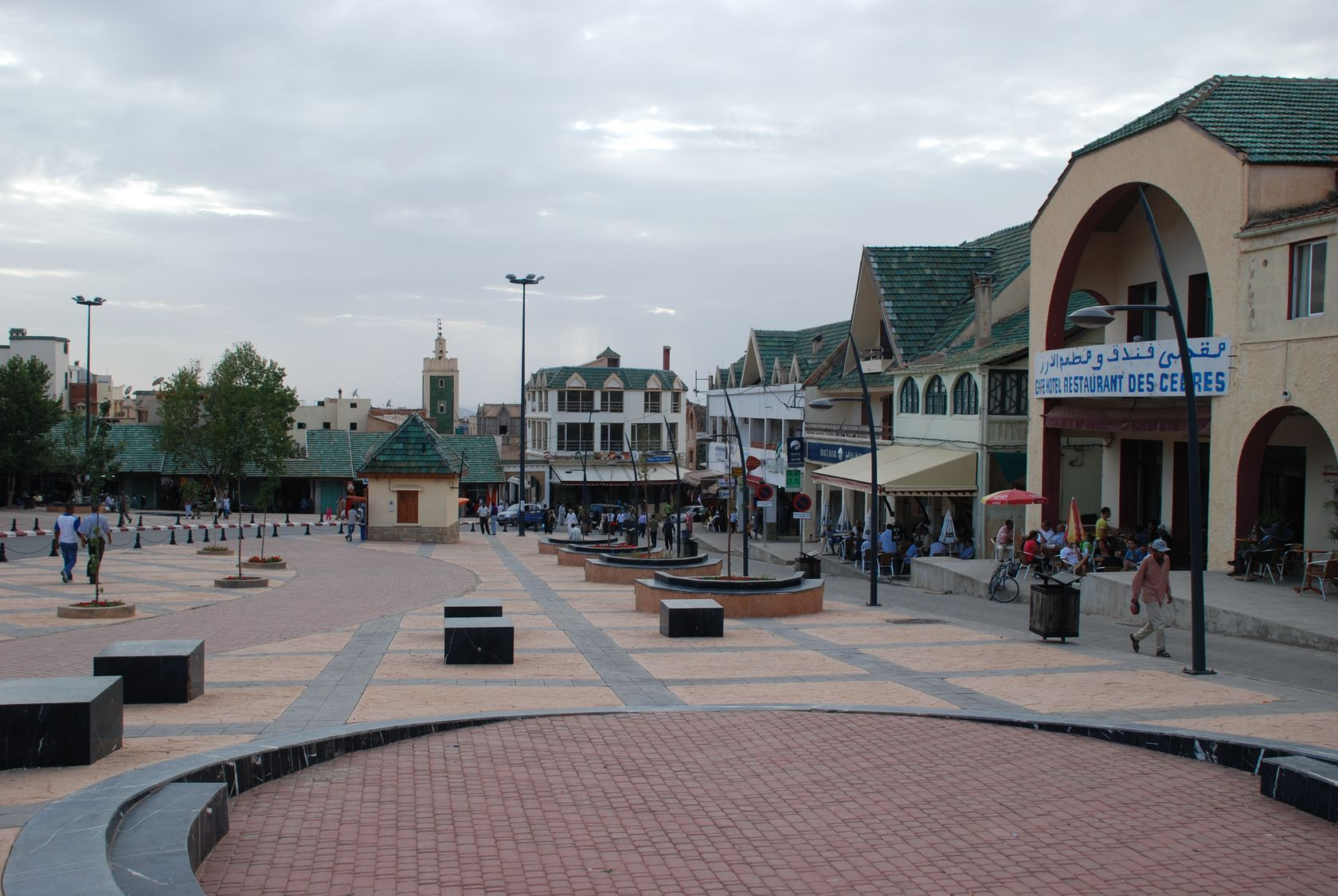
وسط مدينة أزرو
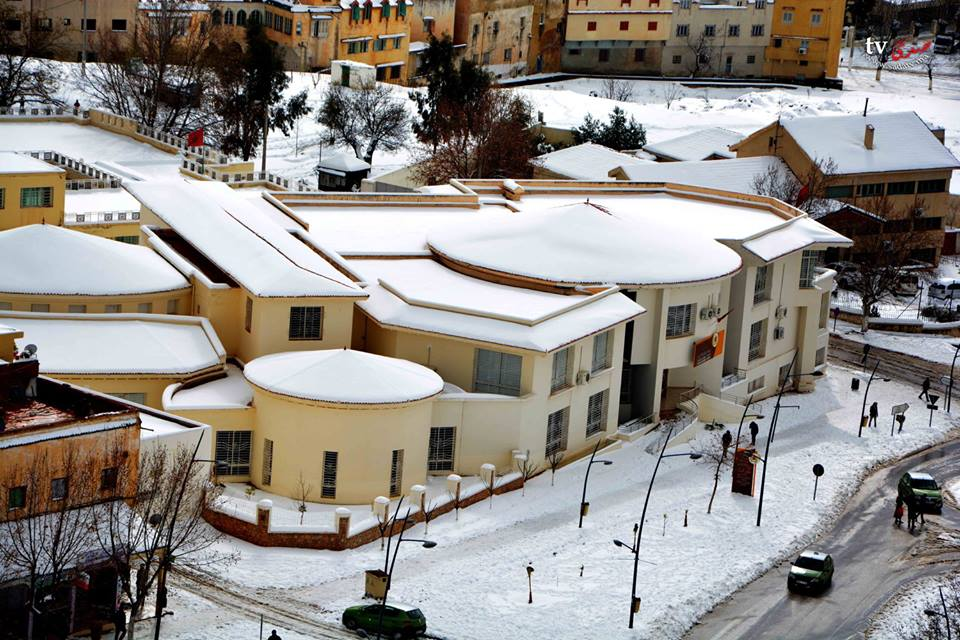
المركز الثقافي بأزرو
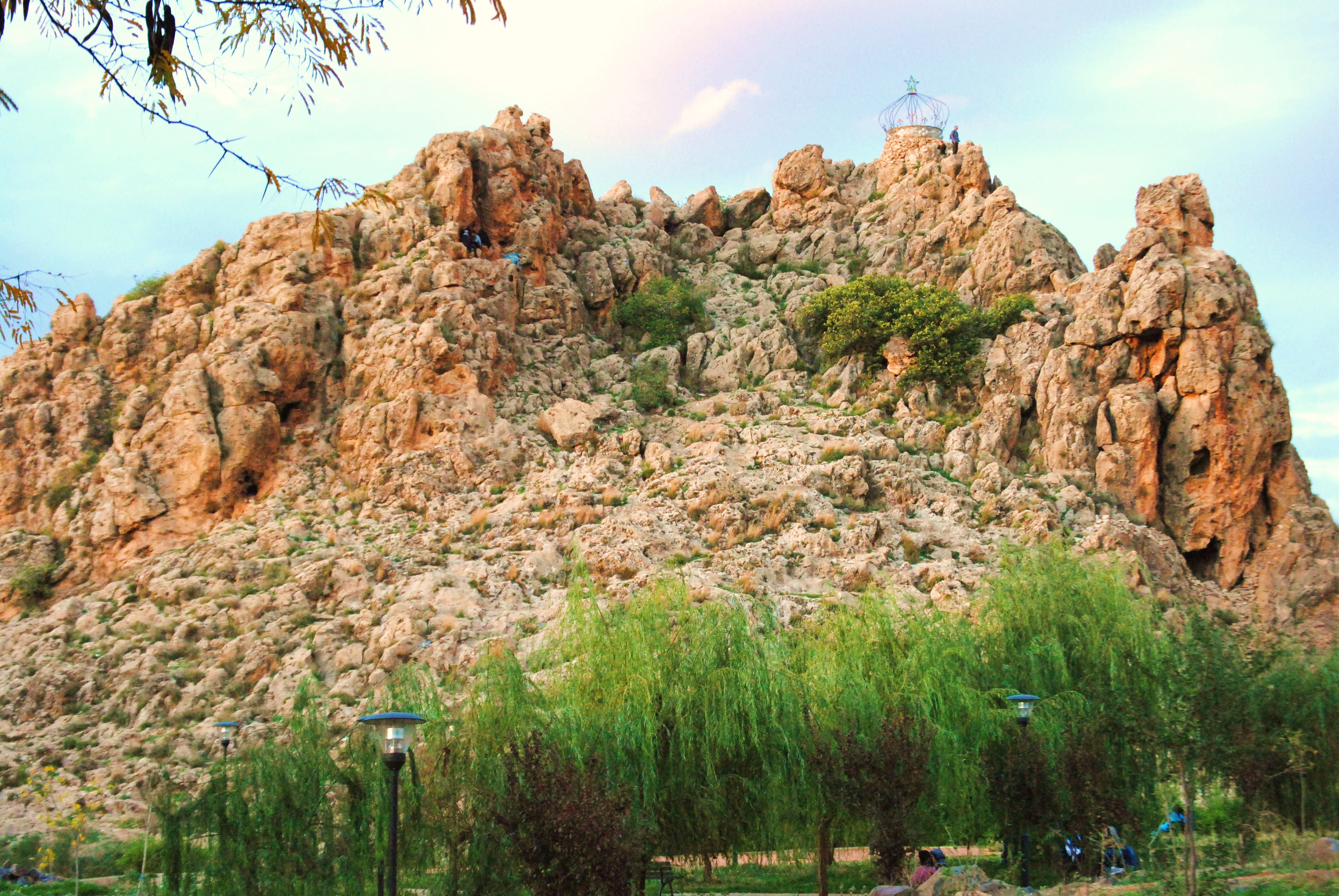
صخرة أقشمير بأزرو
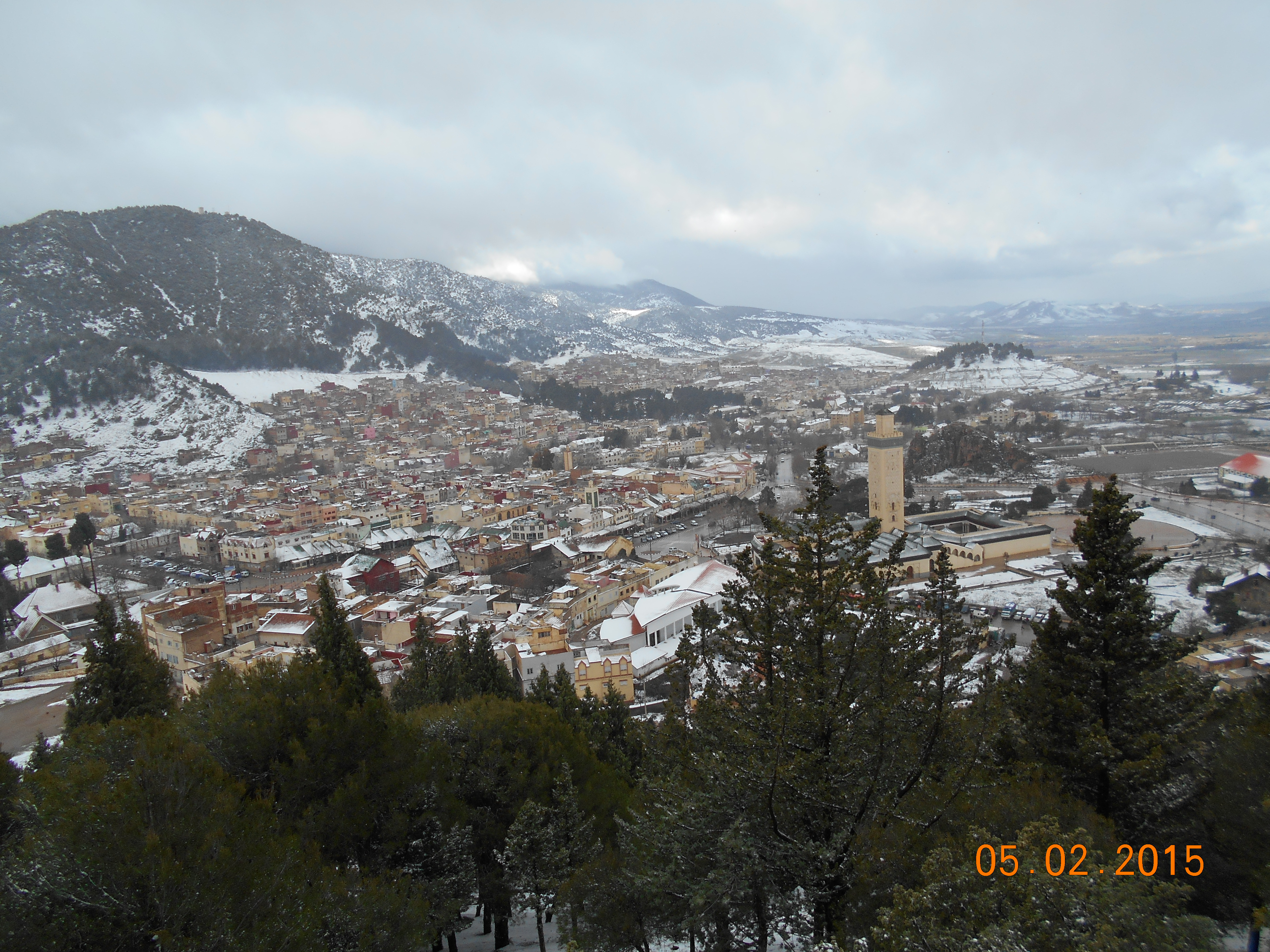
مدينة أزرة خلال تساقط الثلوج
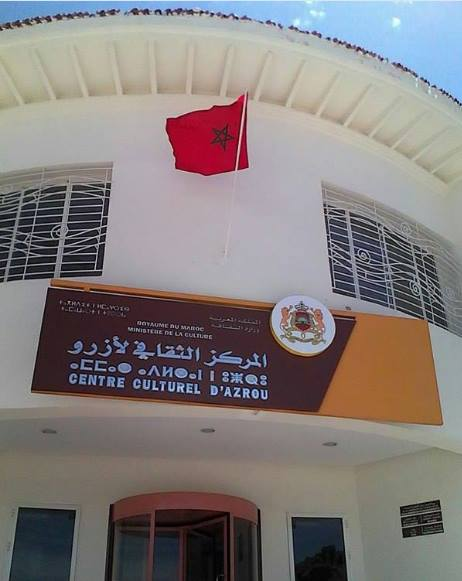
الركز الثقافي لمدينة أزرو
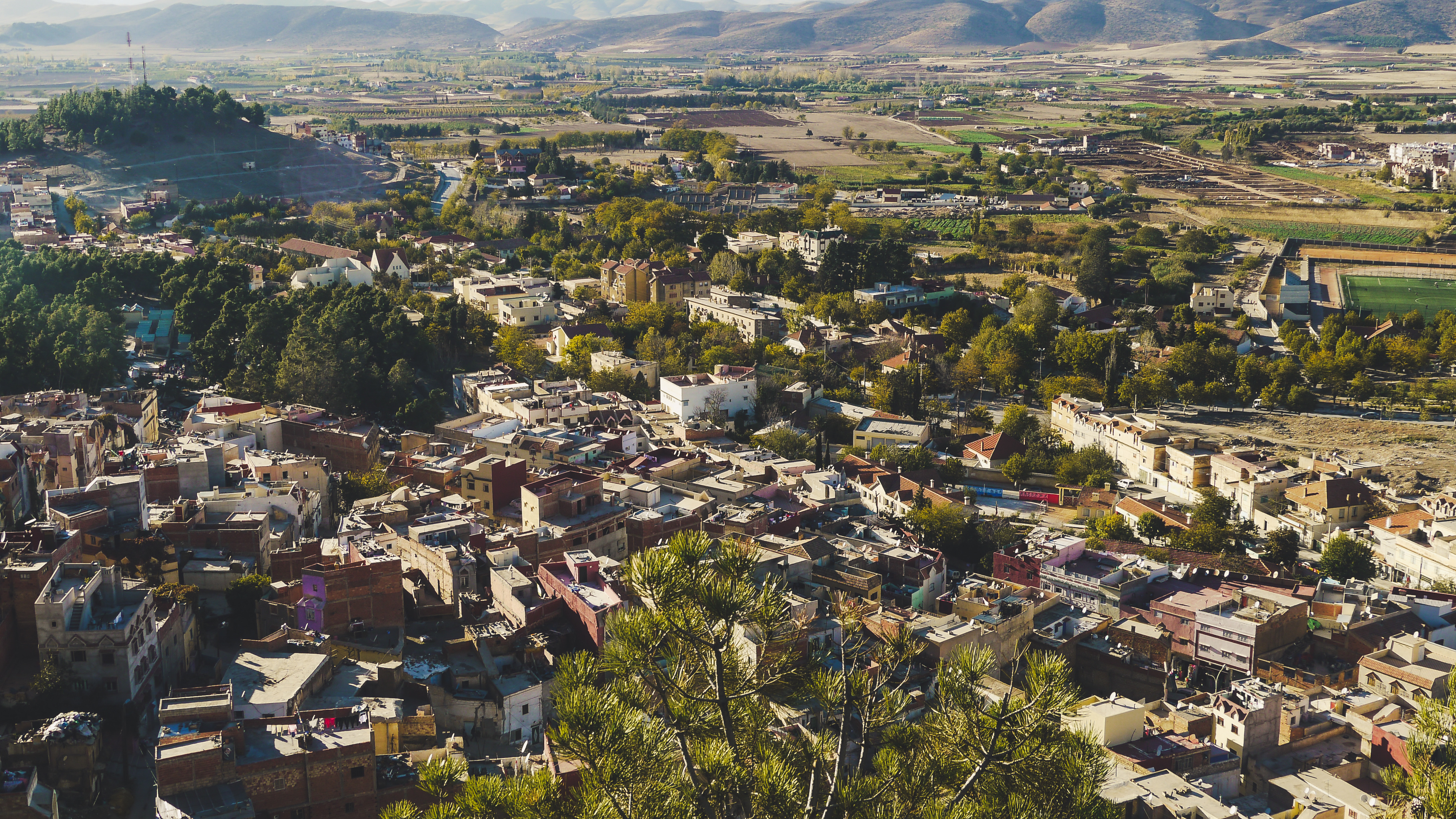
مدينة أزرو من الأعلى
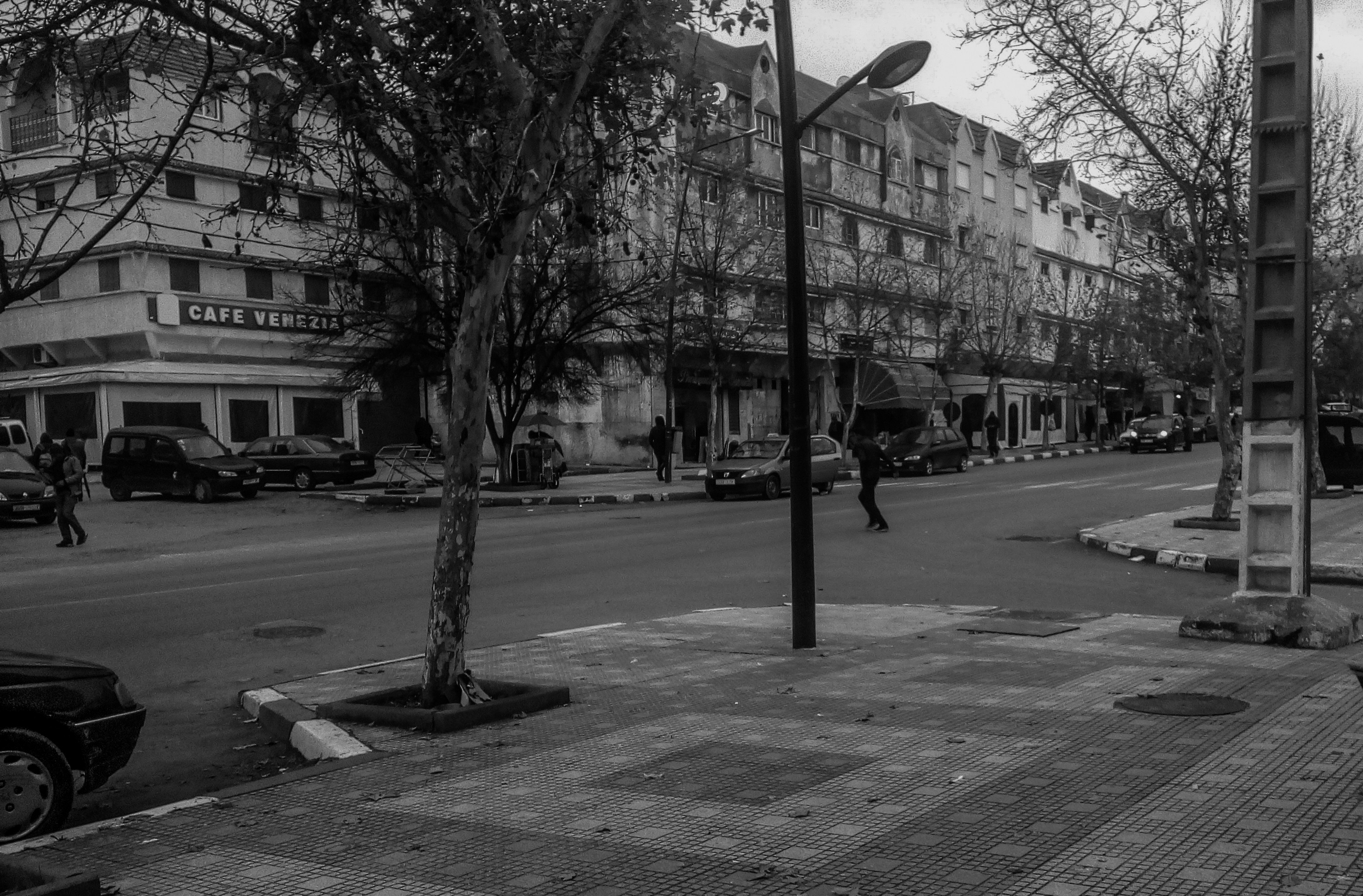
صورة أبيض وأسود لمدينة أزرو
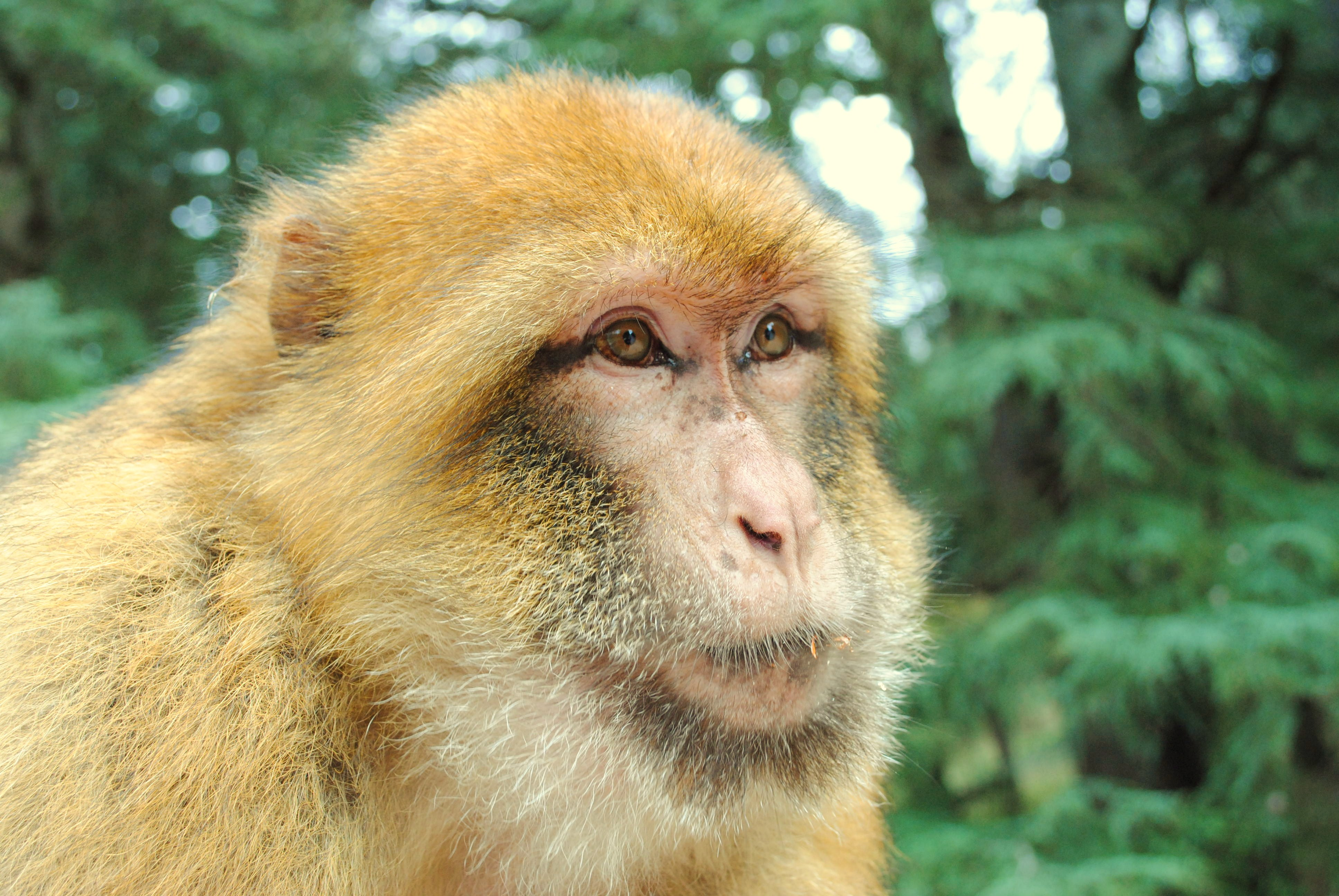
مكاك أطلسي نواحي أزرو
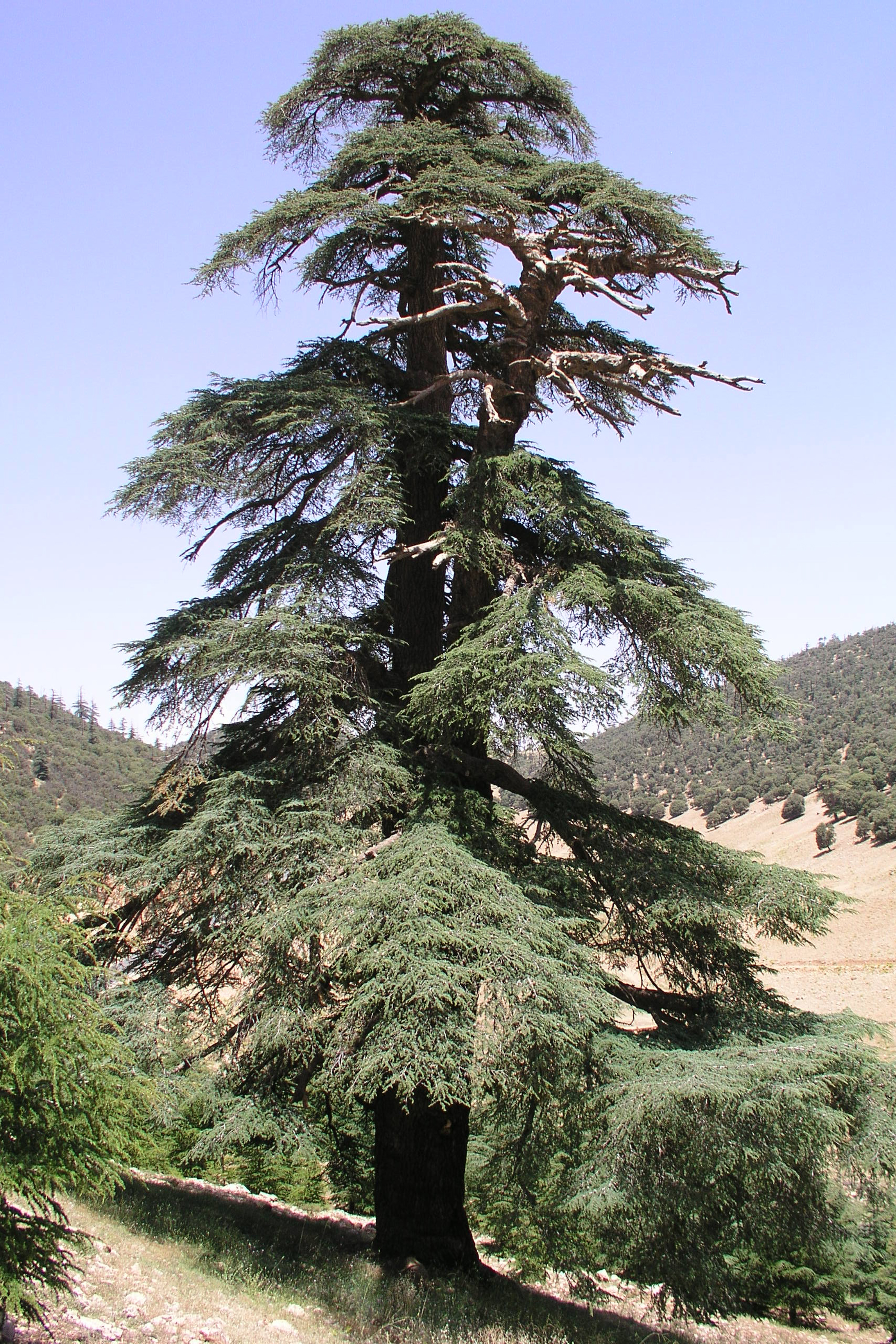
أرز أطلسي نواحدي مدينة أزرو
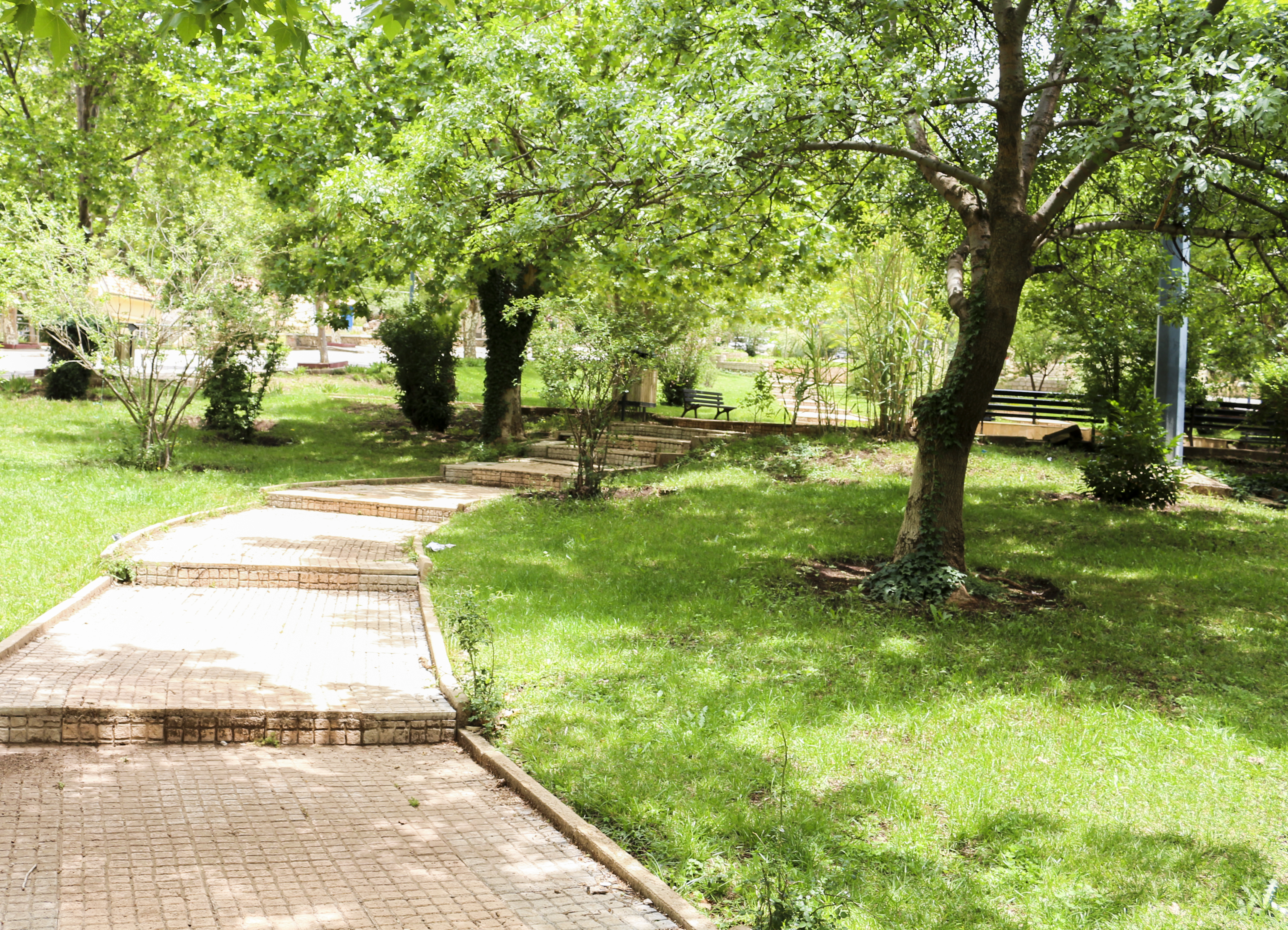
حديقة عمومية بمدينة أزرو